# 今立町

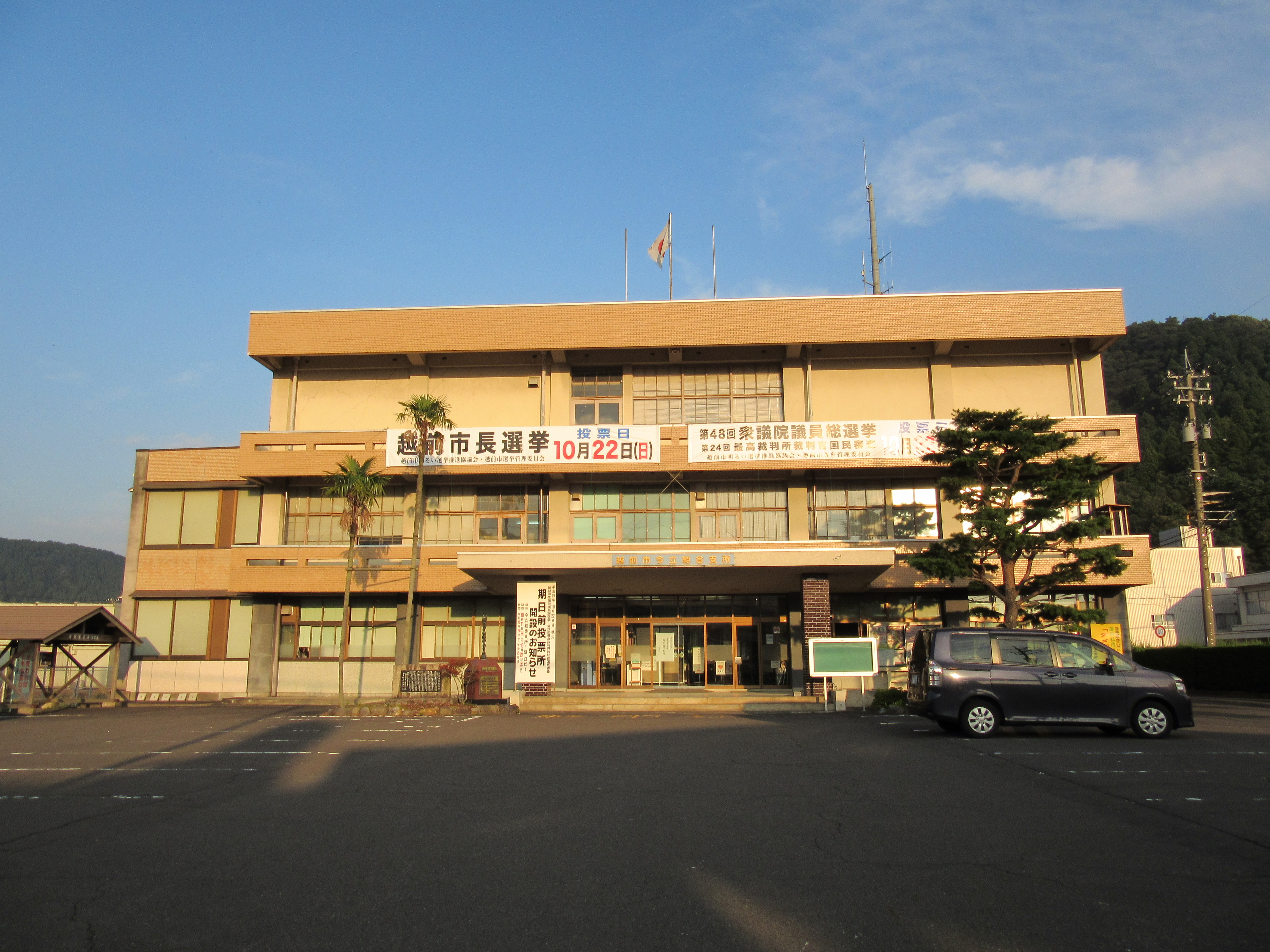
越前市今立支所

今立町（いまだてちょう）は、かつて福井県今立郡にあった町。
越前和紙の生産地であり、和紙抄造はじまりの地であるとされ、手漉き和紙出荷額全国1位だった。全国で唯一、紙の神様である川上御前を祀る岡太神社がある。紙すき体験のできる越前和紙の里も存在した。

## 地理

### 隣接の市町村
- 鯖江市
- 武生市
- 池田町
- 美山町

## 歴史
- 1889年（明治22年）4月1日 - 町村制施行により、今立郡粟田部村の区域をもって、今立郡粟田部村（あわたべむら）が発足する。
- 1926年（大正15年）10月1日 - 粟田部村が町制施行して、粟田部町（あわたべちょう）となる。
- 1947年（昭和22年）10月24日 - 昭和天皇の戦後巡幸。昭和天皇が日ノ出織物工場でカーテン生地の生産現場を視察[4]。
- 1954年（昭和29年）7月5日 - 粟田部町が北新庄村の区域の内、大字西樫尾の区域を編入する。
- 1955年（昭和30年）
  - 3月31日 - 粟田部町、南中山村及び服間村が合併して、改めて粟田部町が発足する。
  - 6月10日 - 北中山村の区域の内、大字赤坂及び大字新堂の区域を編入する。
- 1956年（昭和31年）
  - 9月29日 - 今立町に名称を変更する。
  - 9月30日 - 岡本村を編入する。
- 1960年（昭和40年）9月18日 - 集中豪雨により大滝神社南側の吉崎山が崩壊。住宅などが押しつぶされ11人が死亡[5]。
- 2005年（平成17年）10月1日 - 武生市及び今立町が合併して、越前市が発足する。

## 祭事・催事
御莱旨（おらいし）-越前市粟田部町で毎年2月11日（旧暦の1月13日）に行われ、五穀豊穣を願い山車を曳き、粟田部町内を巡業した。

## 姉妹都市・友好都市
- フィリピン・マニラ
- フランス・ランデルノ
- 根尾村（岐阜県、現・本巣市）
- 大原町（岡山県、現・美作市）

## 経済
- 越前和紙 - 今立地区の五箇（大滝町・岩本町・不老町・定友町・新在家町）で生産。
- 越前漆器 - 箕輪漆行[7]、越前衆[8][9][10]

- 産業人口（2005年国勢調査＝町廃止日時点）
  - 第一次産業： 248人
  - 第二次産業： 3,482人
  - 第三次産業： 3,176人

## 教育
- 今立町立岡本小学校
- 今立町立花筺小学校
- 今立町立服間小学校
- 今立町立南中山小学校
- 今立町立南越中学校

## 交通

### 鉄道
町内を通る鉄道路線は存在しない。かつて福井鉄道南越線が通じていたが、1981年（昭和56年）に廃線となった。

### バス
- 福井鉄道（福鉄バス）
  - 武生市内から北陸本線（現ハピラインふくい線） 武生駅、福井鉄道福武線 武生新駅（現たけふ新駅）を経て町内へ、武生新駅から武生駅および町内を経て池田町へ向かう路線。現在も運行中。
- コミュニティバス
  - 町内を廻るワンコインバス。4路線に分けられ、ふれあいプラザ駐車場内のターミナルから各方向に運行していた。現在も越前市市民バスとして運行中。

### 道路
町内を通る高速道路は存在しない。最寄りのインターチェンジは北陸自動車道の鯖江インターチェンジおよび武生インターチェンジ。
一般国道
- 国道417号
- 福井県道117号線（今立池田線）
- 同じく福井県道2号線（武生美山線）
- 105号　鯖江今立線
- 25号　福井今立線　等が主要路線

## 娯楽
- 粟田部南越劇場 - 粟田部にあった映画館[11]。

## 出身著名人
- 初代岩野平三郎（越前和紙職人、雲肌麻紙開発者）
- 嶋連太郎（実業家、三秀舎創立者）
- 若泉敬[12]（国際政治学者）
- 若泉征三（衆議院議員、今立町長）
- 見延和靖（フェンシング選手）
- 稲田朋美（自民党衆議院議員・弁護士、防衛大臣）
- 石川九楊（書家・書道史家）